# Stenaelurillus cristatus
Stenaelurillus cristatus är en spindelart som beskrevs av Wesolowska, Russel-Smith 2000. Stenaelurillus cristatus ingår i släktet Stenaelurillus och familjen hoppspindlar. Inga underarter finns listade i Catalogue of Life.